# Crash (cântec de Gwen Stefani)
Crash este o melodie pop rap scrisǎ de Gwen Stefani și Tony Kanal pentru primul album solo al artistei, Love. Angel. Music. Baby. (2004). Melodia, influențatǎ de muzica pop a anilor '80, se folosește de metafore legate de automobil pentru a descrie o relație, primind critici mixte de la critici. Original, melodia nu a fost planificatǎ ca single, însǎ a fost lansatǎ ca al șaselea single la începutul anului 2006, în timp ce Gwen era însǎrcinatǎ.

## Informații despre single
Stefani a început sǎ lucreze la cariera solo cu Linda Perry. Cele douǎ au scris câteva melodii, inclusiv primul single lansat, "What You Waiting For?", dar Stefani a considerat procesul dificil, spunând despre ea și ceilalți artiști celebri cu care a lucrat, cǎ "Este umilotor și intimidant chiar dacǎ sunt drǎguți și entujiaști, pentru cǎ te îneci în creativitatea lor." Când cele douǎ au început sǎ lucreze la o melodie despre un prieten decedat al lui Stefani, Perry a început sǎ scrie versurile și artista, simțind cǎ aceasta îi încǎlca teritoriul, a plecat.
Fostul iubit și coleg de trupǎ al lui Gwen, Tony Kanal a invitat-o sǎ iasǎ în oraș alǎturi de alți prieteni. Când a ajuns însǎ, Kanal a surprins-o arǎtându-i cǎteva melodii la care a lucrat, inclusiv ceva pentru ea. Cu toate cǎ Gwen a vrut sǎ lucreze cu Kanal, aceasta a fost îngrijoratǎ cǎ munca lui nu se va încadra pe albumul ei; cu toate acestea, a numit-o ca fiind piesa preferatǎ pe care a scris-o pânǎ acum, și ei doi au transformat trackul, modelândul dupǎ melodiile trupei hip hop Salt-N-Pepa.

## Recenzii
Melodia a primit recenzii mixte de la critici. Thw Washington Post a comparat melodia cu Push It al trupei Salt-N-Pepa. 

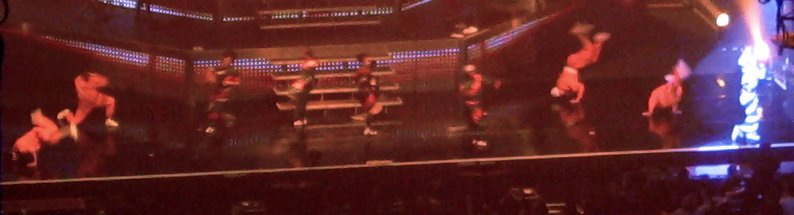
Stefani (prima din dreapta) interpretând "Crash" împreunǎ cu Harajuku Girls şi dansatorii.

"The song received mixed reviews from critics. Entertainment Weekly called the song "a pricey retro fashion blurb" in which Stefani appears as "an old-school, gold-chained rapper". NME disagreed, calling it one of "the best bits of the decade of decadence" and referring to it as a "cartoon rap". About.com stated that the song's "great Narada Michael Walden bleepy synth noises...pop out of the mix like the car stereo just decided to sing along", and LAUNCHcast commented that the track had "icy-cool schoolyard sass". Drawer B Media said that the track "revisits Stefani's blatant fondness for 80's pop, but not even...Tony Kanal can save her from lifeless retreads like these."  PopMatters gave it a very strong review, stating that "Stefani nails all the vocal mannerisms" and that Kanal "reveals a major mainstream pop jones here, especially in the way he layers the cut...with dozens of orchestra hits...which have been absent from almost all pop albums for a decade or more now." Slant magazine gave the song a mixed review, stating that it "features some near-fatal car metaphors" but that Stefani "maintains her signature sass throughout".

## Lansare și succes în topuri
"Crash" nu a fost original plănuit ca un single de pe L.A.M.B. La sfârșitul anului 2005 Stefani a anunțat cǎ este gravidă (în timpul acestei melodii) și a amânat ce-al de-al doilea album solo. Datorită faptului că a fost lansat ca al șaselea single, succesul a fost foarte limitat din moment ce mulți cumpăraseră deja albumul. A debutat pe locul #95 în topul Billboard pe 11 februarie. A ajuns până pe locul #49 și a stat în top timp de opt săptămâni.
"Crash" a fost singurul single de pe L.A.M.B. care nu a primit solicitări de CD-uri în Canada. În Mexic melodia a atins numai poziția #99 iar videoclipul nu a avut parte de multă promovare.
În România melodia a ajuns numai până pe locul #83, și a stat numai două săptămâni în top, devenind cea mai de ne-succes piesă a ei în topul românesc.
Datorită faptului că melodia a fost lansată când artista era însǎrcinată, un videoclip live din timpul turneului "Harajuku Lovers" a fost folosit în schimb. Acesta a fost regizat de "Sophie Muller".

## Topuri

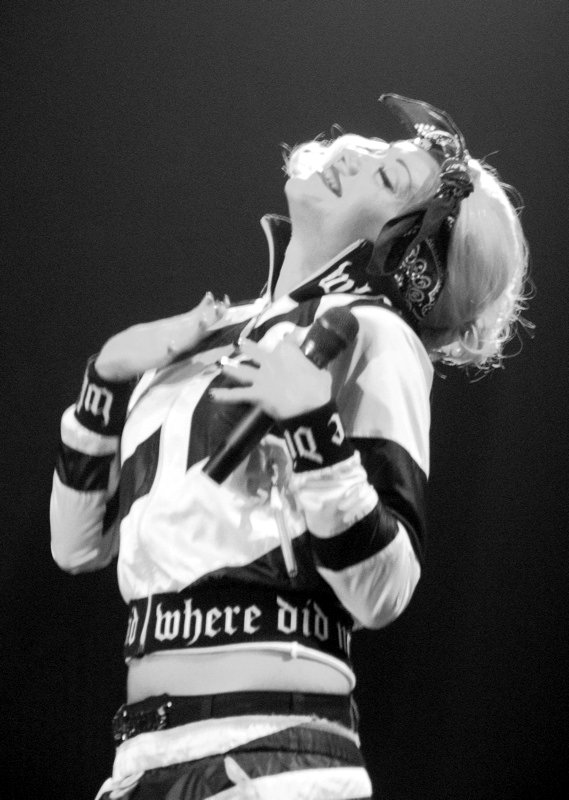
Stefani interpretând "Crash"

| Chart (2006)                     | Peak position |
| -------------------------------- | ------------- |
| Canadian Airplay Chart           | 87            |
| Mexican Singles Chart            | 99            |
| Romanian Top 100                 | 83            |
| U.S. Billboard Hot 100           | 49            |
| U.S. Billboard Pop 100           | 28            |
| U.S. Billboard Rhythmic Top 40   | 38            |
| U.S. Billboard Top 40 Mainstream | 20            |